# 김병걸 (문학평론가)
김병걸(金炳傑, 1924년 ~ 2000년 10월 26일)은 대한민국의 문학평론가이다.

## 생애
함경남도 이원군 출신으로 도쿄에 유학하여 공부했다. 태평양 전쟁 종전 후 고향 지역에 소군정이 실시되자 1946년에 혼자 삼팔선 이남 지역으로 내려왔다. 이후 경기도와 서울에서 고등학교 교사로 근무하였다.
1962년 《현대문학》에 〈에고에의 귀환〉을 발표한 것을 계기로 문단에 등단하였다. 이후 자유실천문인협의회를 결성하는 등 제3공화국과 제4공화국에서 대표적인 참여파 문인이자 리얼리즘 비평의 기수로 활동했다.
1974년에는 유신체제를 반대하는 민주회복국민선언에 참여했다가 서울산업대학교 전신인 경기공업전문대 교수직에서 해직되었다. 1979년에 YMCA 위장결혼식 사건에 연루되어 연행되기도 했다.
1984년에 복직이 허용되었으나 거부하고 재야에 남아 민주통일민중운동연합 창설에 참여하였고, 민족문학작가회의 고문을 지냈다. 일제 강점기의 친일 문학 폭로에도 앞장섰다.
1998년부터 2000년 은퇴하기까지 한국지도자육성장학재단 이사장을 지냈다.
저서로 유신체제 하인 1976년에 출간하여 베스트셀러가 된 《리얼리즘 문학론》, 1989년에 출간한 《민중문학과 민족현실》, 자서전인 《실패한 인생 실패한 문학》(1994), 유고 평론집인 《격동기의 문학》(2000) 등이 있다.

## 참고자료
- 홍성식 (2000년 10월 27일). “문학평론가 김병걸 씨 별세”. 오마이뉴스. 2008년 9월 15일에 확인함.